# Investigación-acción

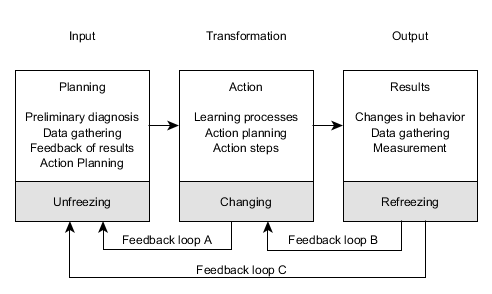
Como se emplea la investigación-acción.

La investigación-acción es una forma de indagación introspectiva colectiva emprendida por participantes en situaciones sociales que tiene el objeto de mejorar la racionalidad y la justicia de sus prácticas sociales o educativas, así como su comprensión de esas prácticas y de las situaciones en que éstas tienen lugar. Por otro lado, esta, al paso del tiempo, se dividió en ramas: la primera de ellas se da en el marco del fin de la Segunda Guerra Mundial.Según elliot (2000), el propósito de la investigación-acción consiste en profundizar la comprensión del profesor (diagnóstico) de su problema. Por tanto, adopta una postura exploratoria frente a cualesquiera definiciones iniciales de su propia situación que el profesor pueda mantener.

## Origen
El término investigación–acción fue propuesto por primera vez en 1944 por el psicólogo social Kurt Lewin y fue desarrollado por Lawrence Stenhouse, Gary Anderson, Carr y Stephen Kemmis. Esta forma de indagación fue puesta a prueba en diversos contextos como la igualación de oportunidades para obtener empleo, la causa y curación de perjuicios en los niños, la socialización de las bandas callejeras y el mejoramiento en la formación de jóvenes líderes en la Norteamérica de posguerra.

## Características
Se crea de una forma de investigación para enlazar el enfoque experimental de la ciencia social con programas de acción social que respondan a los problemas sociales principales. Dado que los problemas sociales emergen de lo habitual, la investigación-acción inicia el cuestionamiento del fenómeno desde lo habitual, transitando sistemáticamente, hasta lo filosófico. Mediante la investigación–acción se pretende tratar de forma simultánea conocimientos y cambios sociales, de manera que se unan la teoría y la práctica.
El concepto tradicional de investigación-acción proviene del modelo Lewin de las tres etapas del cambio social: descongelamiento, movimiento y recongelamiento.
El proceso de investigación-acción consiste en:
1. Insatisfacción con el actual estado de cosas.
2. Identificación de un área problemática;
3. Identificación de un problema específico a ser resuelto mediante la acción;
4. Formulación de varias hipótesis;
5. Selección de una hipótesis;
6. Ejecución de la acción para comprobar la hipótesis
7. Evaluación de los efectos de la acción
8. Generalizaciones.

En esencia, Kurt Lewin sugería que las tres características más importantes de la investigación acción moderna eran:
- su carácter participativo,
- su impulso democrático y
- su contribución simultánea al conocimiento en las ciencias sociales.

## Investigación participativa
Es una metodología que se ubica en el paradigma crítico-propositivo que, a diferencia del positivista o interpretativo requiere de la participación de los afectados por la preocupación temática estudiada. De este modo, los actores implicados se convierten en los protagonistas del proceso de construcción del conocimiento e intervención sobre la realidad.
Las ideas cruciales en la obra de Lewin fueron las de decisión de grupo y compromiso con la mejora. El rasgo distintivo que adjudica este autor a la investigación-acción es que aquellas personas que están afectadas por cambios planificados tienen una responsabilidad primaria en cuanto a decidir acerca de la orientación de una acción críticamente informada que parece susceptible de conducir a una mejora.

## Preocupación temática
Define el hueco de la sustantiva en la que el grupo decide centrar su estrategia de mejora, o sea que se refiere a la formulación de la naturaleza problemática de una determinada preocupación educativa.
En el curso del proceso es habitual descubrir que la cuestión, preocupación o problema práctico que adquiere la forma de una preocupación temática compartida va cambiando a medida que se describe con mayor precisión y que la estrategia de acción provoca efectos. Esa articulación de la preocupación temática dotará al grupo de mayor cohesión.

## Desarrollo Profesional
Algunos autores también conciben a la Investigación-acción como un camino para el desarrollo profesional . En esta línea se argumenta que es posible que los docentes (o también otros profesionales prácticos) mejoren sus habilidades o competencias para la ejecución de sus tareas en el campo donde se desempeñan. Dadas las características connaturales de los escenarios escolares, el educador encuentra ahí un espacio propicio para identificar temas y problemas inmediatos, comprenderlos, recrearlos y transformarlos. La vida escolar facilita el perfeccionamiento, de capacidades investigadoras para identificar problemas, observar, registrar, interpretar información, experimentar, planear, evaluar y escribir. . Es por ello que, dentro de la investigación- acción se puede encontrar a la investigación-acción educativa como escenario y método potenciador del saber pedagógico. El docente que se inicia en el ejercicio profesional pedagógico logra, según Kurt Lewin (citado por Restrepo, 2004), gracias a la investigación-acción una crítica a la propia práctica profesional que se conoce como primera fase o fase de construcción. En esta fase el docente vive un proceso de deconstrucción que va más allá de un auto examen de la práctica profesional y debe terminar con el encuentro de un saber pedagógico que justifique dicha práctica. El mismo autor, menciona una segunda fase de la investigación –acción educativa en la que la práctica profesional es reconstruida de manera que exista un diálogo entre teoría y práctica sustentado en un saber pedagógico subjetivo, individual y funcional. Finalmente se llega a la tercera etapa, en esta, se tiene lugar la validación de lo que hasta ahora ha sido ejecutado. La efectividad de la práctica alternativa y el grado de cumplimiento de los propósitos educativos planteados. Así, se llega a lo que para Kurt Lewin son las tres fases de la metodología de la investigación-acción educativa. Cabe mencionar que la tercera fase se reconoce como un final de ciclo interno puesto que este tipo de investigación se recrea permanentemente.

## Modelo curricular
El modelo curricular de investigación - acción fue propuesto por Lawrence Stenhouse en su intento por encontrar un modelo de investigación y desarrollo del currículo. En dicho modelo, Stenhouse afirma que el currículo es un instrumento potente e inmediato para la transformación de la enseñanza, porque es una fecunda guía para el profesor. En ese sentido las ideas pedagógicas se presentan como más importantes para la identidad personal y profesional del profesor que como algo útil para su actividad práctica. Esta premisa explica la separación entre teoría y práctica, y entre investigación y acción.
Según Stenhouse, para que el currículo sea el elemento transformador debe tener otra forma y un proceso de elaboración e implementación diferente. Un currículo, si es valioso, a través de materiales y criterios para llevar a cabo la enseñanza, expresa una visión de lo que es el conocimiento y una concepción clara del proceso de la educación. Proporciona al profesor la capacidad de desarrollar nuevas habilidades relacionando estas, con las concepciones del conocimiento y del aprendizaje. Para Stenhouse, el objetivo del currículo y el desarrollo del profesor antes mencionado, deben ir unidos.
El modelo de Investigación – Acción que propone Stenhouse está basado en un proceso que comprende ciertos elementos básicos:
- Respeto a la naturaleza del conocimiento y la metodología.
- Consideración con el proceso de aprendizaje.
- Enfoque coherente al proceso de enseñanza.

Según Stenhouse, la mejora de la enseñanza se logra a través de la mejora del arte del profesor y no por los intentos de mejorar los resultados de aprendizaje. El currículo capacita para probar ideas en la práctica; para que el profesor se convierta en un investigador de su propia experiencia de enseñanza. Los elementos que se articulan en la práctica para dar paso a lo que se conoce como investigación – acción, están relacionados con la labor del profesor. Este debe ser autónomo y libre, debe tener claros sus propósitos y siempre ser guiado por el conocimiento.
- La investigación es el potencial del estudiante, la preocupación del mismo, su colaboración y el perfeccionamiento de su potencial.
- La acción es la actividad realizada en acorde con lo teórico para desarrollar el potencial del estudiante.

En definitiva, el modelo curricular de Lawrence Stenhouse es una tentativa para comunicar los principios y rasgos esenciales de un propósito educativo, de forma tal que permanezca abierto a una discusión crítica y pueda ser trasladado efectivamente a la práctica; para ello, un currículo debe estar basado en la praxis.

## Enfoque de Investigación para la Acción y la Toma de Decisiones -IAD-
El enfoque IAD es una perspectiva metodológica de investigación que reúne un conjunto de pasos estructurados mediante los cuales se pretende generar, producir y divulgar el conocimiento interdiscipliar en torno a las problemáticas de un territorio, a partir de la interrelación entre actores públicos, sociales, privados y académicos. Sus principales características son:
- Investigación encomendada por posible contratante: Las temáticas sobre las que se desarrolla la investigación son defindias de acuerdo con las necesidades de una organziación (pública, privada o de la sociedad civil).
- Aplicabilidad: se enfatiza en el uso de los resultados, que pueden ser desde el diseño hasta la formulación de un programa, una política o una estrategia.
- Intersectorialidad: busca perspectivas desde los diferentes niveles de intervención (local, regional, nacional e internacional).
- Interdisciplinariedad y trabajo en equipo: debido a que las problemáticas de un territorio son multicausales, se requiere de soluciones desde la multidisciplinariedad.
- Concentración de recursos: las limitaciones de tiempo, recursos económicos y humanos de una investigación exige una correcta planificación y priorización de objetivos, delimitación exhaustiva y aplicación de métodos e instrumentos viables.
- Proceso metodológico estructurado: la estructuración del proyecto se realiza en pasos secuenciales.
- Iteración y comunicación: a pesar de que sus pasos son secuenciales, el enfoque permite regresar pasos para reconfigurar, delimitar o esclarecer.
- Pluralismo metodológico (métodos participativos): mezcla adecuada de técnicas e instrumentos participativos que capten los intereses de la población involucrada directo o indirectamente en el estudio.
- Consideraciones éticas: aplicar el concepto de "acción sin daño" y respeto por los acuerdos.
- Publicación y divulgación: se pretende contribuir a un debate amplio y crítico en temas de desarrollo, de manera que los resultados deben ser publicados en formatos que permiten su acceso a las comunidades académicas.[6]